# 平和を祈る戦争体験者と家族が伝えたいこと
『平和を祈る戦争体験者と家族に伝えたいこと』（へいわをいのるせんそうたいけんしゃとかぞくにつたえたいこと）は、2024年8月に公開された日本のドキュメンタリー映画。特別後援として平生町教育委員会が後援。中国新聞に掲載（2024年8月31日）。

## 出演者
- 岩田元吉
- 岩田吉樹
- 浅本邦裕
- 古賀康宏
- 源光士郎
- 藤本浩司
- 徳山幸一
- 谷正義
- 中島忠昭
- 中村直子

## スタッフ
- 監督・編集・撮影・構成協力：葉七はなこ
- 制作スタッフ：中西保
- エグゼクティブプロデューサー：佐藤美奈子
- プロデューサー
- 製作総指揮 =佐藤美奈子
- 岩田元吉
岩田吉樹
谷正義
中村直子
塚本恵子
吉田奈美

- 音楽 = 岩田吉樹
凛敬子
葉七はなこ
- 撮影 = 葉七はなこ
- 編集 = 葉七はなこ
- 制作会社= フルール７
葉映社
- 配給 =  フルール７
葉映社
- スチール撮影：中西保、谷正義
- 広報担当：株式会社竹千代
- 上映委員会中部地方代表:塚本恵子
- 特別協力：平生町平生町教育委員会

- 撮影ご協力

平生町
日出町社会福祉協議会
阿多田交流館
岩田元吉事務所
SORAOTO   （スピリットベル 宙響研究所）
はんな鍼灸院整骨院
（株）ジョインハーツ
（株）竹千代
（株）リノテック
　山西書道教室
ケアサポートいろは
ぼにーた・ケイ
キミトミライ
和歌山県竹あかり実行委員会
和歌山支援チーム
作楽和子 インターナショナルマナーズ
東久邇宮記念会
- 製作会社：映画平和を祈る戦争体験者と家族が伝えたいこと製作委員会

## 音楽
- 主題歌
  - 「Make Love＆Peace」作詞、作曲、歌：葉七はなこ・編曲：JIN
- 挿入歌
  - 「宙響」 作詞、作曲、歌：岩田吉樹・凛敬子
  - 「鳥のように」作曲：葉七はなこ
  - 「あなただけでいい」作詞、作曲、歌：葉七はなこ

- ナレーション：葉七はなこ